# Галактичен център
Галактичният център е центърът, около който се върти Млечния път. Той се намира на 26 490 ± 100 светлинни години от Земята по посока на съзвездията Стрелец, Змиеносец и Скорпион, където Млечният път изглежда най-ярък. Той съвпада с компактния източник на радиовълни Стрелец А*.
Периодът, за който слънчевата система извършва една обиколка около галактическия център, възлиза на около 235 милиона години, като скоростта се оценява на около 230 km/s. Често за него се използва названието галактическа година.
Съществуват около 10 милиона звезди в рамките на един парсек в Галактичния център, като преобладават червените гиганти. Значителна част представляват и свръхгигантите и звездите на Волф-Райе от събитие на звездообразуване преди милион години. В самия център има свръхмасивна черна дупка с маса 4,100 ± 0,034 милиона слънчеви маси.

## Откриване
Поради междузвездния прах по линията на наблюдение, Галактичният център не може да бъде изучаван в диапазона на видимата светлина, ултравиолетовите или рентгеновите лъчи. Информацията относно Галактичния център идва от наблюденията в диапазона на гама, инфрачервени и радио вълни.
Имануел Кант предполага в свой труд през 1755 г., че в центъра на Млечния път се намира голяма звезда, която е възможно да е Сириус. През 1918 г. Харлоу Шапли заявява, че ореолът на кълбовидните звездни купове около Млечния път изглежда е центриран около звездите в съзвездието Стрелец, но тъмните молекулярни облаци в тази област възпрепятстват наблюденията на оптичната астрономия. В началото на 1940-те години Валтер Бааде в обсерваторията Маунт Уилсън се възползва от времената на война, които карат Лос Анджелис да потъва в пълен мрак през нощта, за да проведе проучване на центъра на галактиката с 250-cm телескоп. Той открива, че близо до звездата Гама Стрелец има празнина, широка един градус, която предоставя относително ясен изглед към звездите в сърцевината на Млечния път. От тогава тази празнина се нарича Прозорец на Бааде.
В Сидни, Австралия, екип от радиоастрономи, ръководен от Джоузеф Лейд Поуси, използва морските вълни за отразяване на радиовълни, при което се създава интерференчна картина. По този начин са открити някои от първите междузвездни радиоизточници – Бик А, Дева А и Кентавър А. През 1954 г. те построяват 24-m антена и я използват за провеждането на подробно изследване на обширен пояс на радиоизлъчване, намерен в съзвездието Стрелец. Те кръщават интензивния източник близо до центъра на този пояс Стрелец А и осъзнават, че той се намира в самия център на галактиката ни, въпреки че е на около 32 градуса югозападно от предполагаемия център на галактиката по това време.
През 1958 г. Международният астрономически съюз решава да приеме местоположението на Стрелец А като нулева координата за системата за галактическа ширина и дължина. В екваториалната координатна система мястото е при: RA 17h 45m 40.04s, Dec −29° 00′ 28.1″.

## Разстояние до Галактичния център
Точното разстояние между Слънчевата система и Галактичния център не е определено, макар оценките от 2000 г. насам като цяло да попадат в границите между 7,4 и 8,7 килопарсека. Точното определяне на разстоянието е възпрепятствано от множество ефекти, сред които: междузвездно поглъщане, отклонение при по-малките стойности, поради избирателното вземане на звездни проби близо до ръба на издутината на галактиката, и неяснота при определянето как средното разстояние до група променливи звезди близо до издутината на галактиката е свързано с разстоянието до Галактичния център.

## Свръхмасивна черна дупка
Сложният астрономически радиоизточник Стрелец А изглежда се намира почти точно в центъра на галактиката. Той съдържа компактен радиоизточник, Стрелец А*, който съвпада със свръхмасивна черна дупка в центъра на галактиката. Акрецията на газ върху черната дупка вероятно е отговорна за захранването на този радиоизточник, който е много по-голяма от самата черна дупка.
Проучване от 2008 г. установява, че Стрелец А* има диаметър 44 милиона километра (0,3 au). Това е малко по-малко от разстоянието между Меркурий и Слънцето.
Учени от Института „Макс Планк“ по извънземна физика в Германия, използвайки чилийски телескопи, са потвърдили съществуването на свръхмасивна черна дупка в Галактичния център, която има маса около 4,3 милиона слънчеви маси.
На 5 януари 2015 г. от НАСА докладват, че са забелязали рентгеново проблясване 400 пъти по-ярко от обикновеното, идващо от Стрелец А*. Според астрономите, това необичайно събитие може да е било породено от изпадането на астероид в черната дупка или от преплитането на линиите на магнитното поле в газа, пътуващ към Стрелец А*.